# Сильвия (фильм)
«Си́львия» (англ. Sylvia) — британский биографический фильм 2003 года, снятый Кристин Джеффс. В главных ролях Гвинет Пэлтроу, Дэниел Крейг, Джаред Харрис и Майкл Гэмбон. В фильме рассказывается история, основанная на романе между выдающимися поэтами XX века — Сильвией Плат и Тедом Хьюзом. Фильм начинается с их встречи в Кембридже в 1956 году и заканчивается самоубийством Сильвии Плат в 1963 году.
Фрида Хьюз — дочь Сильвии и Теда, обвинила создателей фильма в том, что они наживаются на смерти её матери.

## Сюжет
Фильм повествует об истории любви и страсти двух знаменитых литераторов XX века — американской поэтессы Сильвии Плат и британского поэта Теда Хьюза. С момента первой встречи они окунулись в бурный роман. Только история их семейной жизни закончилась не так, как можно было бы ожидать. Тонкая, ранимая натура, Сильвия не выдержала испытаний. А может быть, за её смертью кроется какая-то тайна? Картина раскрывает перед нами чарующий мир мифов и легенд о легендарной поэтессе, романтике и трагедии одной из самых ошеломляющих любовных историй нашего времени.

## В ролях
- Гвинет Пэлтроу — Сильвия Плат
- Дэниел Крейг — Тед Хьюз
- Элисон Брюс[англ.] — Элизабет
- Амира Казар — Ася Вевилл
- Блайт Даннер — Аурелия Плат
- Люси Дэвенпорт — Дорин
- Джулиан Ферт — Джеймс Мичи
- Джаред Харрис — Эл Альварез
- Майкл Гэмбон — профессор Томас
- Эндрю Хэвилл — Дэвид Уэвилл
- Лидди Холлоуэй — Марта Бергстром

## Производство
Съёмки фильма проходили с октября 2002 года по февраль 2003 года. Большая часть фильма была снята в Новой Зеландии, недалеко от города Данидин, а также в университете Отаго, который был представлен в фильме как Кембридж.

## Отзывы
Фильм получил неоднозначные отзывы от критиков. Сайт «Metacritic» оценил его в 56%. «Rotten Tomatoes» дал ему 37%" из рейтинга одобрения от критиков мейнстрима. Консенсус сайта гласит: «Этот биографический фильм о Сильвии Плат не поднимается выше уровня высоколобой мелодрамы». Роджер Эберт дал фильму 3 из возможных 4 звёзд, похвалив игру Пэлтроу и Крейга. Энтони Скотт из The New York Times, также высоко оценил игру актёров, но добавил: «Психологическая динамика брака, не урегулированная профессиональной завистью и сексуальной ревностью, должным образом отмечена, но эмоции фильма слишком велики, слишком неопрятны и слишком странны, чтобы быть сдержанными его историей».